# Giles Matthey

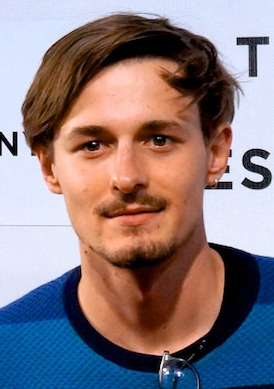
Giles Matthey

Giles Ingram Matthey (* 11. November 1987 in Australien) ist ein britischer Schauspieler. Bekanntheit erlangte er vor allem durch seine Rollen in den Serien True Blood und 24: Live Another Day.

## Leben und Karriere
Giles Matthey wurde als Sohn eines Briten und einer Australierin im Heimatland der Mutter geboren. Ab seinem zweiten Lebensjahr wuchs er im Londoner Stadtteil Wandsworth auf. Sein Vater starb, als er zehn Jahre alt war. Seine ältere Schwester arbeitet als Sicherheitsberaterin in Melbourne. Sein Stiefbruder Luke Pritchard ist der Leadsänger der britischen Indie-Rock-Band The Kooks. Matthey erhielt am Lee Strasberg Theatre and Film Institute in New York City seine Schauspielausbildung.
2011 war er bei einem Gastauftritt in der Serie Good Wife erstmals vor der Kamera zu sehen. Von 2012 bis 2013 war er in der Serie True Blood des Senders HBO als Claude Crane, einem Elfern, in einer Nebenrolle zu sehen. 2013 stellte er im Biopic Jobs den britischen Designer Jonathan Ive dar. 2014 stellte er im Independent-Film Boulevard – Ein neuer Weg als Eddi eine zentrale Figur, an der Seite Robin Williams’, dar. In der Miniserie 24: Live Another Day, die die Erfolgsserie 24 im Jahr 2014 fortsetzte, war Matthey als CIA-Analyst Jordan Reed in einer Hauptrolle zu sehen. 2015 spielte er als Daniel Budd eine kleine Rolle in der Serie Navy CIS. Von 2016 bis 2017 war Matthey als Gideon in der sechsten Staffel der Serie Once Upon a Time – Es war einmal … in einer Nebenrolle zu sehen. 2019 spielte er als Brian eine zentrale Rolle im Horrorfilm The Apartment – Willkommen im Alptraum und war zudem als Lance Reventlow im Film Le Mans 66 – Gegen jede Chance zu sehen.
Sein Verständnis vom Schauspiel wurde nach seinen eigenen Angaben maßgeblich durch Robin Williams, Kiefer Sutherland und Benjamin Bratt geprägt, mit denen er in Produktionen zum Beginn seiner Karriere vor der Kamera stand. Wie es schon sein Vater zu Lebzeiten war, ist auch er selbst Anhänger des FC Chelsea.

## Filmografie (Auswahl)
- 2011: Good Wife (The Good Wife, Fernsehserie, Episode 3x06)
- 2012–2013: True Blood (Fernsehserie, 9 Episoden)
- 2013: Jobs
- 2013: Hunter
- 2014: Boulevard – Ein neuer Weg (Boulevard)
- 2014: 24: Live Another Day (Miniserie, 9 Episoden)
- 2015: Navy CIS (NCIS, Fernsehserie, 3 Episoden)
- 2016: Submerged
- 2016: Das Duell (The Duel)
- 2016–2017: Once Upon a Time – Es war einmal … (Once Upon a Time..., Fernsehserie, 14 Episoden)
- 2019: Strike Back (Fernsehserie, Episode 7x09)
- 2019: The Apartment – Willkommen im Alptraum (1BR)
- 2019: Le Mans 66 – Gegen jede Chance (Ford v Ferrari)
- 2019: Ambition
- 2023: Invitation to a Murder